# Chovet
Chovet is een plaats in de Argentijnse provincie Santa Fe. De plaats telt 2.566 inwoners.

## Geboren
- Jorge Gabrich (14 oktober 1963), voetballer
- Ivan Gabrich (28 augustus 1972), voetballer